# منكسفة عريضة الأوراق
منكسفة عريضة الأوراق (الاسم العلمي:Eclipta latifolia) هي نوع غير مؤكد من النباتات تتبع جنس المنكسفة من الفصيلة النجمية.